# Moord op Antoinette Bont
De moord op Antoinette Bont vond plaats in 1995. In juli van dat jaar verdween de 24-jarige drugsverslaafde Antoinette Bont die in Groningen als straatprostituee werkzaam was onder de naam Saskia. Drie dagen na haar vermissing werd haar lichaam gevonden in het Winschoterdiep.

## Voorafgaand
Antonia Johanna Cornelia Bont werd geboren in het jaar 1971 en bracht haar jeugd door op een woonwagenkamp in de provincie Groningen. Haar vader was betrokken bij illegale activiteiten zoals drugshandel. Bont raakte op jonge leeftijd verslaafd aan heroïne. Ze ging later regelmatig in Groningen tippelen om geld te verdienen om zo haar verslaving te kunnen bekostigen, waarbij ze de schuilnaam Saskia gebruikte. Op bepaalde momenten meldde ze zich aan bij een afkickkliniek, echter tevergeefs.  

## Vermissing
Na een periode van drie dagen waarin ze als vermist werd opgegeven, ontdekten twee roeiers in het Winschoterdiep bij Zuidbroek een drijvend voorwerp van plastic dat was omwikkeld met touw. De autoriteiten vonden hierin de ernstig toegetakelde romp van een vrouw. Deze was doorboord met kleine projectielen. De aanwezigheid van een tatoeage op haar borst leidde de politie naar de conclusie dat de romp toebehoorde aan de vermiste persoon, Bont.
Na opnieuw drie verstreken dagen troffen twee jongens een groene sporttas aan bij de rand van Roderwolde, bij het Peizerdiep. De tas bevatte twee handen, twee armen en twee benen. Na onderzoek werd vastgesteld dat deze ledematen bij de eerder gevonden romp van Bont hoorden. Het hoofd van het slachtoffer is echter nooit gevonden.

## Cold Case
In 2013 werden dankzij nieuwe technieken DNA-sporen gevonden, die echter niet tot een oplossing leidden. In 2016 werd de zaak gesloten. In 2018 vond nieuw onderzoek plaats door een cold case-team.